# Sanok (gmina)
Sanok est une commune (gmina) rurale de Pologne, située dans le powiat de Sanok, dans la voïvodie des Basses-Carpates. Elle a pour chef-lieu la ville de Sanok, qui ne se trouve cependant pas sur son territoire. Elle compte 17 552 habitants en 2012, pour une superficie de 231,38 km2.
La commune de Sanok comprend les villages suivants : Bykowce, Czerteż, Dębna, Dobra, Falejówka, Hłomcza, Jędruszkowce, Jurowce, Kostarowce, Lalin, Liszna, Łodzina, Markowce, Międzybrodzie, Mrzygłód, Niebieszczany, Pakoszówka, Pisarowce, Płowce, Prusiek, Raczkowa, Sanoczek, Srogów Dolny, Srogów Górny, Strachocina, Stróże Małe, Stróże Wielkie, Trepcza, Tyrawa Solna, Wujskie, Zabłotce et Załuż.
Elle est entourée par les communes suivantes : Bircza, Brzozów, Bukowsko, Dydnia, Lesko, Tyrawa Wołoska, Zagórz et Zarszyn.
Une partie du parc naturel des montagnes Słonne (en) se trouve sur le territoire de la commune.